# جادا ماي فاسر
جادا ماي فايسر (بالإنجليزية: Jada Mae Facer)‏ (ولدت في 18 مارس 2001) هي ممثلة ومغنية أمريكية. لعبت الدور المتكرر لابنة جو ، داني ، في المسرحية الهزلية ميليسا وجوي من 2014 إلى 2015.

## الحياة و الوظيفة
ولدت فايسر في سانت جورج بولاية يوتا ، حيث أصبحت مهتمة بالتمثيل لأول مرة بعد أن فشلت في الظهور في إنتاج محلي لأني ثم حاولت لاحقًا إنتاج فيلم في مدينة نيويورك.  انتقلت العائلة لاحقًا إلى لوس أنجلوس ، حيث وقعت مع وكالة هناك.
وكان أول دور رئيسي لها في الفيلم التلفزيوني رحلة عيد الميلاد الحب (بالإنجليزية: Love's Christmas Journey)‏ في عام 2011 ،  والذي لعبت فيه دور أنابيل.  لهذا الدور ، حصلت على جائزة الفنان الشاب لأفضل ممثلة شابة رائدة في فيلم تلفزيوني أو مسلسل قصير أو خاص.
كما تم ترشيحها لجائزة الفنان الشاب لأفضل ممثلة شابة في العاشرة وتحت في فيلم قصير عن أدائها في الفيلم القصير لعام 2012 نينا ديل تانجو (بالإنجليزية: Nina Del Tango)‏.
من 2014 إلى 2016 ، لعبت فايسر دور ابنة جو ، داني ، في المسلسل الكوميدي ميليسا وجوي علي قناه ABC Family . 
ظهرت في عدد من البرامج التلفزيونية الأخرى بما في ذلك أيه بي سي 's Mistresses ، و Bad Teacher على قناة CBS ،  وهنري دينجر من Nickelodeon .
فايسر هي أيضًا مغنية وكاتبة أغاني 

## فيلموغرافيا

### فيلم
| عام  | عنوان                           | الاسم بالانجليزية                                    | الدور         | ملاحظات       |
| ---- | ------------------------------- | ---------------------------------------------------- | ------------- | ------------- |
| 2011 | رحلة عيد الميلاد للحب           | Love's Christmas Journey                             | أنابيل ديفيس  | فيلم تلفزيوني |
| 2013 | الجمال والأقل: مغامرات بن بانكس | Beauty and the Least: The Misadventures of Ben Banks | فتاة المورمون | غير معتمد     |
| 2012 | شيء سيء                         | One Bad Thing                                        | كاتي          | قصيرة         |
| 2012 | نينيا ديل تانجو                 | Niña del Tango                                       | لوسي بيرد     | قصيرة         |

### التلفاز
| عام       | عنوان       | الاسم بالانجليزية | الدور           | ملاحظات                            |
| --------- | ----------- | ----------------- | --------------- | ---------------------------------- |
| 2014      | عشيقات      | Mistresses        | بيتون           | الحلقة: "أريد أن الكيلومتر"        |
| 2014-2015 | ميليسا وجوي | Melissa & Joey    | داني            | دور متكرر (المواسم 3-4) ، 10 حلقات |
| 2015      | هنري دينجر  | Henry Danger      | كورتني شام      | الحلقة: "صديقة جاسبر الحقيقية"     |
| 2016      | الرعد       | The Thundermans   | كاندي فالكونمان | الحلقة: "Thundermans: Banished!"   |
| 2017      | ميك         | The Mick          | أوليفيا         | الحلقة: "The Sleepover"            |

## الحياة الشخصية
شقيقها الأكبر هو (كسون فيزر) (بالإنجليزية: Kyson Facer)‏ [بحاجة لمصدر]

## روابط خارجية
- جادا ماي فاسر في قاعدة بيانات الأفلام على الإنترنت